# Kordofan
Le Kordofan est une ancienne province du Soudan, qui fut divisée en 1994 en trois États fédéraux :
- le Kordofan du Nord (El Obeid)
- le Kordofan du Sud (Kadougli)
- le Kordofan de l'Ouest (Al-Fulah).

## Histoire
Soumis au Sennar puis au Darfour, le Kordofan est annexé à l'Égypte par Méhémet Ali en 1820.
En août 2005, dans le cadre des accords de paix de Naivasha pour mettre fin à la seconde guerre civile soudanaise, le Kordofan de l'Ouest fut supprimé et son territoire réparti entre le Kordofan du Nord et du Sud. Il est ensuite rétabli en 2013.